# Chapelle des Pénitents (Grimaud)
Pour les articles homonymes, voir Chapelle des Pénitents.
L'église Notre-Dame du Coulet, communément appelée chapelle des Pénitents, est un édifice religieux de la commune de Grimaud, dans le département français du Var. Elle fait l'objet d'une inscription au titre des monuments historiques par arrêté du 31 mars 1976.

## Présentation
Construite à la fin du XVe siècle, Notre-Dame du Coulet marque une des entrées du village. Sa date de construction (1482) est gravée en chiffres romains sur le linteau de la porte. Afin d'agrandir l'espace intérieur, le porche primitif est bouché. Elle devient le siège de la congrégation des Pénitents Blancs, qui portent assistance aux indigents. À l'intérieur se trouve un retable du XVIIe siècle et sa Pietà de Paul-Emile Barberi, peinte en 1808, ainsi que les reliques de saint Théodore et diverses statues dont celle de Notre-Dame des sept douleurs. À l'angle Sud-Est, une pierre gravée porte l'inscription en caractères gothiques : « Monseigneur de Fréjus donna 40 jours de pardon ».

## Galerie

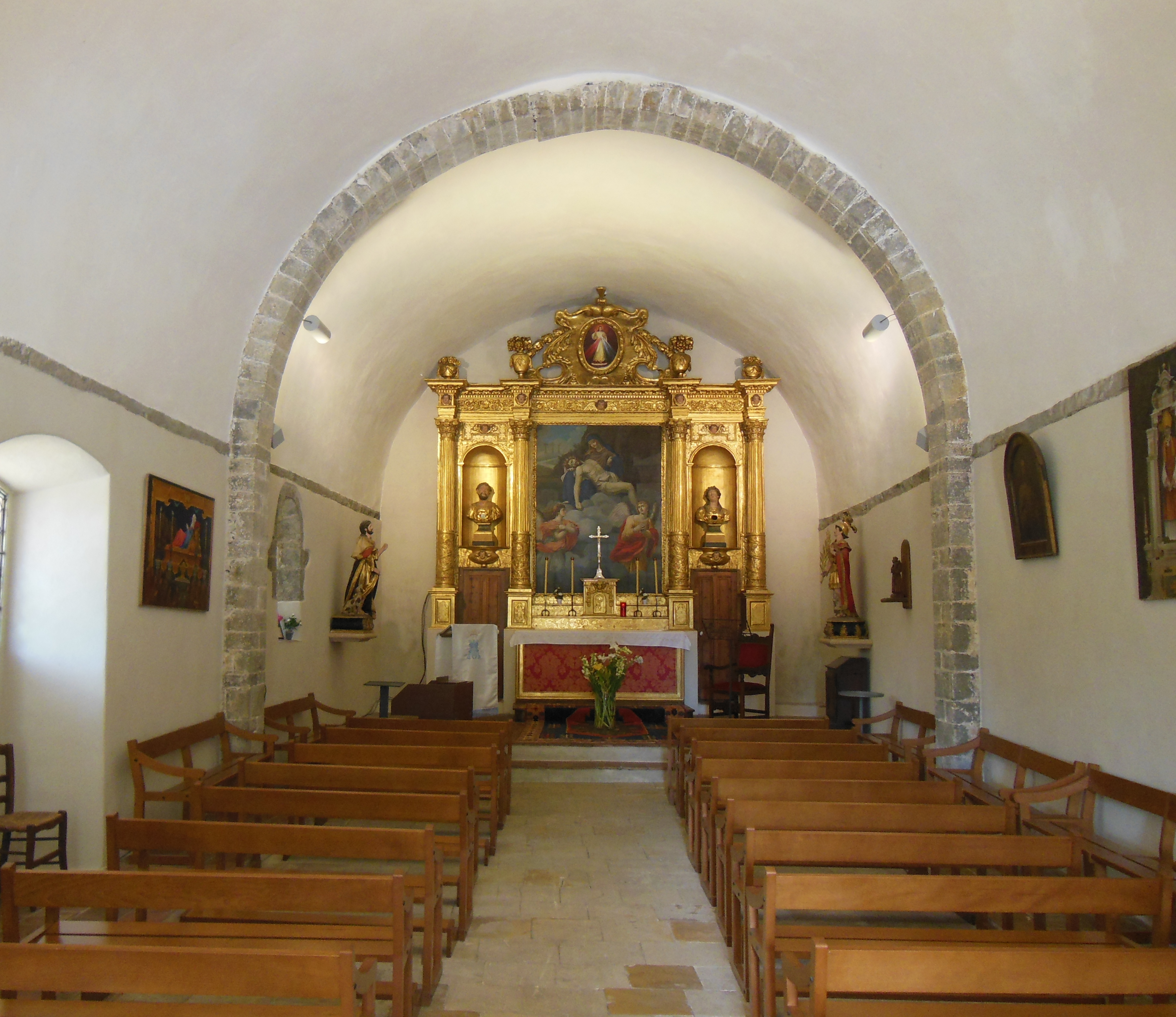
La nef et le retable.
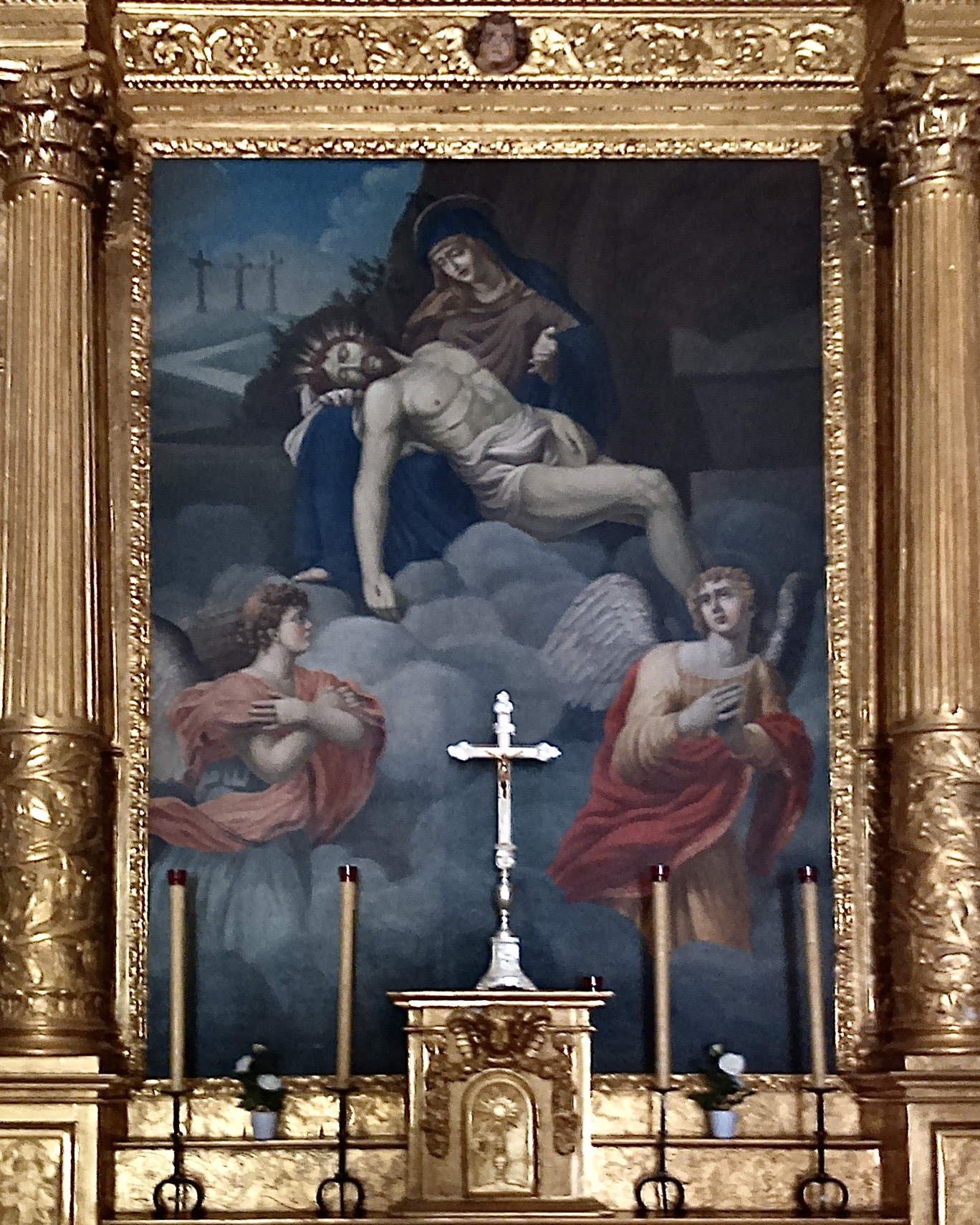
La Vierge de Pitié.